# 岸本弘
岸本 弘（きしもと ひろむ、1925年4月18日 - ）は、日本の教育学者、明治大学名誉教授。

## 略歴
広島県豊田郡木江町生まれ。1945年8月6日広島高等学校在学中校庭で被爆 (1975年9月、被爆者健康手帳を交付される)、1951年早稲田大学商学部を卒業。1954年東京大学教育学部卒。明治大学文学部助教授（教職）、教授、1996年定年、名誉教授、東京経営短期大学教授。
夫人は翻訳家の岸本紀子（1933-　京大英文科卒）。

## 著書
- 『青年期の思考と行動』国土社　1980
- 『青少年期の特質と教育』明治図書出版　1984
- 『青年心理学』新版　くろしお出版　1985
- 『思いやりの動機と達成動機 やる気と思いやりの心理は両立するか』学文社　1987　明治大学人文科学研究所叢書
- 『現代青少年の特質と課題 国際的比較に立つ子育て論』明治図書出版　1993
- 『心と発達 ヒトと機械と動物のシミュレーション的考察』学文社　1993　明治大学人文科学研究所叢書
- 『心の発達と心の病 発達と障害と再生』学文社　1996　明治大学人文科学研究所叢書

## 共編著
- 『よい友達のつくり方』編　明治図書出版　1976　シリーズ・現代家庭教育新書
- 『おとなになりたくない子』編　明治図書出版　1983　シリーズ・現代家庭教育新書
- 『教育心理学用語辞典』滝沢武久共編　学文社　1984
- 『教育心理学』柴田義松共編著　学文社　1985
- 『教育心理学』編著　学文社　1986　ポイント教育学
- 『青年心理学』編著　学文社　1987　ポイント教育学
- 『発達と学習』柴田義松共編著　学文社　1990
- 『学校カウンセリングと人間形成』中野良顯,古屋健治共編著　学文社　1998　教育演習双書

## 翻訳
- ホール『子どもの心理と教育』岸本紀子共訳　明治図書出版　1968　世界教育学選集
- ブルーナー『思考の研究』岸本紀子ほか共訳明治図書　1969
- フラベル『ピアジェ心理学入門』岸本紀子共訳　明治図書出版　1969
- ファース『教師のためのピアジェ入門』明治図書出版　1974　海外名著選
- ピーター・ローランズ『閉ざされた心 自閉症の幼児を持つ親の記録』岸本紀子共訳　明治図書出版　1975　シリーズ・現代家庭教育新書
- ペドレー『コンプレヘンシヴ・スクール』岸本紀子共訳　明治図書出版　1979　シリーズ・世界の教育改革
- ペドレー『大学をすべての国民のものに イギリスのコンプレヘンシヴ大学運動』岸本紀子共訳　明治図書出版　1980　シリーズ・世界の教育改革

## 論文
- 「幼稚園は何をするところか」 両親教育協会 『いとし子』 第11号 1956
- 「就学前教育における生産の学習」 『産業技術教育講座 3. 内容・方法・評価』 医歯薬出版 1957
- 「人づくり政策と宗教情操教育」 『明治大学人文科学研究所紀要』 第3冊 1964
- 「私大危機と公費助成」 『教育』 第211号 1967
- 「わが国の青年期についての一研究」 『明治大学人文科学研究所紀要』 第7冊 1968
- 「現代青年の思想」 『現代青年心理学講座 7. 現代青年の生きがい』 金子書房 1972
- 「発達の実証的研究」 『わが国における青年心理学の発展』 金子書房 1973
- 「受験教育と青年期」 『教育』 第348号 1977
- 「日本の青年期 (1) - (5)」 『明治大学人文科学研究所紀要・教職年報』 18 - 20, 1979 - 1983
- 「現代社会の期待するしつけ」 『家庭教育選集 2. 家庭のしつけ』 金子書房 1981
- 「ステレオタイプなよい子づくりの危険性」 『教育』　第415号 1982
- 「被爆国日本と危険な細菌の動向」 『明治大学人文科学研究所紀要』 第23冊 1985
- 「日本の青少年の特質研究 (1)」 『明治大学人文科学研究所紀要』 第24冊 1986
- 「すれちがう不幸な教師と生徒の群れ」 『明治大学教職・社会教育主事課程年報』 9 1987
- 「ユース・カルチャー」 『青年心理学ハンドブック』 福村出版 1988
- 「日本と韓国とドイツの青年の質問紙による比較調査研究」 『明治大学人文科学研究所紀要』 第29冊 1988
- 「世界の青年・日本の青年」 『新青年心理学』 八千代出版 1990
- 「人間理解の三つの心理学的アプローチ」 『明治大学教職課程年報』 12 1990
- 「乳幼児のこころ (感情と思考) の発達について (1)(2)」 『東京経営短期大学紀要』 2 1994 - 3 1995
- "Early development and disorders of the mind", The Journal of Humanity (The Institute of Humanities Meiji University), Vol. 1, 1995
- 「人間の心の中の『自己』の生物学的根拠」 『東京経営短期大学紀要』 4 1996
- 「青年期の心と病」 『明治大学教職課程年報』 18 1996
- "Adolescence and disorders of the mind", The Journal of Humanity (The Institute of Humanities Meiji University), Vol. 2, 1996
- "A study on lack of understanding between adults and pubescent childre (1)(2)", Memories of Tokyo Management College, Vol. 5, 1997 - Vol. 6, 1998
- "A comparative study of sign language and spoken language", Memories of Tokyo Management College, Vol. 8, 2000
- "A study of the relationship between the development of children's thinking and acquisition of language", Memories of Tokyo management College, Vol. 9, 2001